# Castelfranco di Sopra
Castelfranco di Sopra é uma comuna italiana da região da Toscana, província de Arezzo, com cerca de 2 731 habitantes. Estende-se por uma área de 37 km², tendo uma densidade populacional de 74 hab/km². Faz fronteira com Castel San Niccolò, Figline Valdarno (FI), Loro Ciuffenna, Pian di Sco, Reggello (FI), San Giovanni Valdarno, Terranuova Bracciolini.